# 781 v.Chr.
Het jaar 781 v.Chr. is een jaartal volgens de christelijke jaartelling. 

## Gebeurtenissen

### Palestina
- Begin van het koningschap van Uzzia in Judea (tot in 739 v.Chr.). Zijn voorganger, koning Amasias, wordt vermoord.